# Гончарук, Тарас Григорьевич
Тара́с Григо́рьевич Гончару́к (18 апреля 1969, Одесса, Украинская ССР) — доктор исторических наук, исследователь экономической и политической истории Украины конца XVIII — первой половины XIX века, истории Одессы, Подолии и Южной Украины.

## Биография
Родился в городе Одесса 18 апреля 1969 г., в семье историка Григория Гончарука.
В 1992 г. окончил исторический факультет Одесского государственного университета имени И. И. Мечникова, в 1995 году окончил аспирантуру, а затем работал на кафедре истории Украины Одесского национального университета на должностях ассистента, старшего преподавателя, доцента и профессора. В 1998 году защитил кандидатскую диссертацию «Торговля Украины первой половины XIX в.: История изучения», а в 2010 году — докторскую диссертацию на тему: «Транзитная торговля в Украине конца XVIII — первой половины XIX в.».

## Научные исследования
Тарас Гончарук — автор и соавтор 15 монографий и брошюр, около 150 других научных публикаций и публикаций в прессе на историческую тематику (некоторые из них были объединены в изданной 2011 г. книге «Газетной тропою»).
Главные исследования и научные публикации Тараса Григорьевича посвященные истории изучения торговли Украины первой половины XIX века (в частности, вкладу в её изучение Аполлона Скальковского, Михаила Слабченко, Александра Оглоблина др.), транзитной торговли XIX века и Одесского порто-франко 1819—1859 гг.
Ряд научных и научно-популярных публикаций Гончарука касается истории города Хаджибей XV—XVIII веков. В них Гончарук выступает сторонником пересмотра официального начала истории Одессы в сторону её расширения вглубь столетий.
Отдельные публикации Тараса Григорьевича посвящены роли казацких атаманов и других выдающихся деятелей в истории Одессы конца XVIII — начала XX вв., фигурам последнего кошевого атамана Запорожской Сечи Петра Калнышевского, «великого гетмана» казачьих войск Южной Украины Григория Потемкина-Таврического, а также гетмана XVII века Демьяна Многогрешного и т. д.

## Научные публикации
- История Хаджибея (Одессы) 1415—1795. Популярный очерк. Одесса: Астропринт, 1997.
- Українське козацтво і Хаджибей (Одеса) середина XVI ст. — 1794 рік. — Одеса, 1998 (у співавторстві з С. Б. Гуцалюком).
- З історії вивчення української економіки першої половини XIX ст. (Історіографічні нариси). — Одеса: Астопринт, 1999.
- Хаджибей-Одеса та українське козацтво. — Одеса: ОКФА, 1999 (у співавторстві з С. Б. Гуцалюком, І. В. Сапожніковим, Г. В. Сапожниковою та ін.).
- Історія Хаджибея (Одеси) 1415—1795 рр. в документах. — Одеса: Астропринт, 2000.
- Потьомкін — гетьман українського козацтва. Науково-популярний нарис. — Одеса: Астропринт, 2002.
- Військові операції на території сучасної Одещини під час російсько-турецьких війн XVIII ст. — Одеса: Астропринт, 2002.
- Одеське порто-франко: Історія. 1819—1859 рр. — Одеса: Астропринт, 2005.
- Нащадки українських козаків і «Народження Одеси». — Одеса: Астрпринт, 2006.
- Транзит західноєвропейських товарів через Наддніпрянську Україну першої половини XIX ст. / за ред. чл.-кор. НАН України О. П. Реєнта. — Одеса: Астропринт, 2008.
- Одеса козацька. Наукові нариси. — Одеса: Фенікс, 2008. (у співавторстві з О. А. Бачинською, С. Б. Гуцалюком, В. І. Кіровим, А. І. Мисечко, Л. В. Новіковою, В. М. Полтораком).
- Чорноморська хвиля української революції: провідники національного руху в Одесі у 1917—1920 рр.: Монографія / Відповід. ред. В. М. Хмарський. — Одеса: ТЕС, 2011 (у співавторстві з Т. С. Вінцковським, О. Є. Музичко, А. І. Мисечко, В. М. Хмарським).
- Газетними стежками. — Одеса : Астропрінт, 2012.
- Кошовий отаман Петро Калнишевський та Хаджибей (Одеса). — Одеса: Фенікс, 2011.
- Дем’ян Многогрішний. — Харків: Фоліо, 2012.